# KIC 6220497
KIC 6220497 est une étoile binaire à éclipses de type Algol située dans la constellation boréale du Cygne.